# USS Olympia (C-6)
USS Olympia (C-6) byl chráněný křižník námořnictva Spojených států amerických. Byl první lodí pojmenovanou USS Columbia. Křižník byl operačně nasazen ve španělsko-americké a první světové válce. Od roku 1920 nesl označení (CA-15) a od roku 1921 (CL-15). Vyřazen byl roku 1922. Slouží jako muzejní loď. Je součástí Independence Seaport Museum ve Filadelfii. Olympia je jedinou dochovanou válečnou lodí, která bojovala ve španělsko-americké válce.

## Stavba

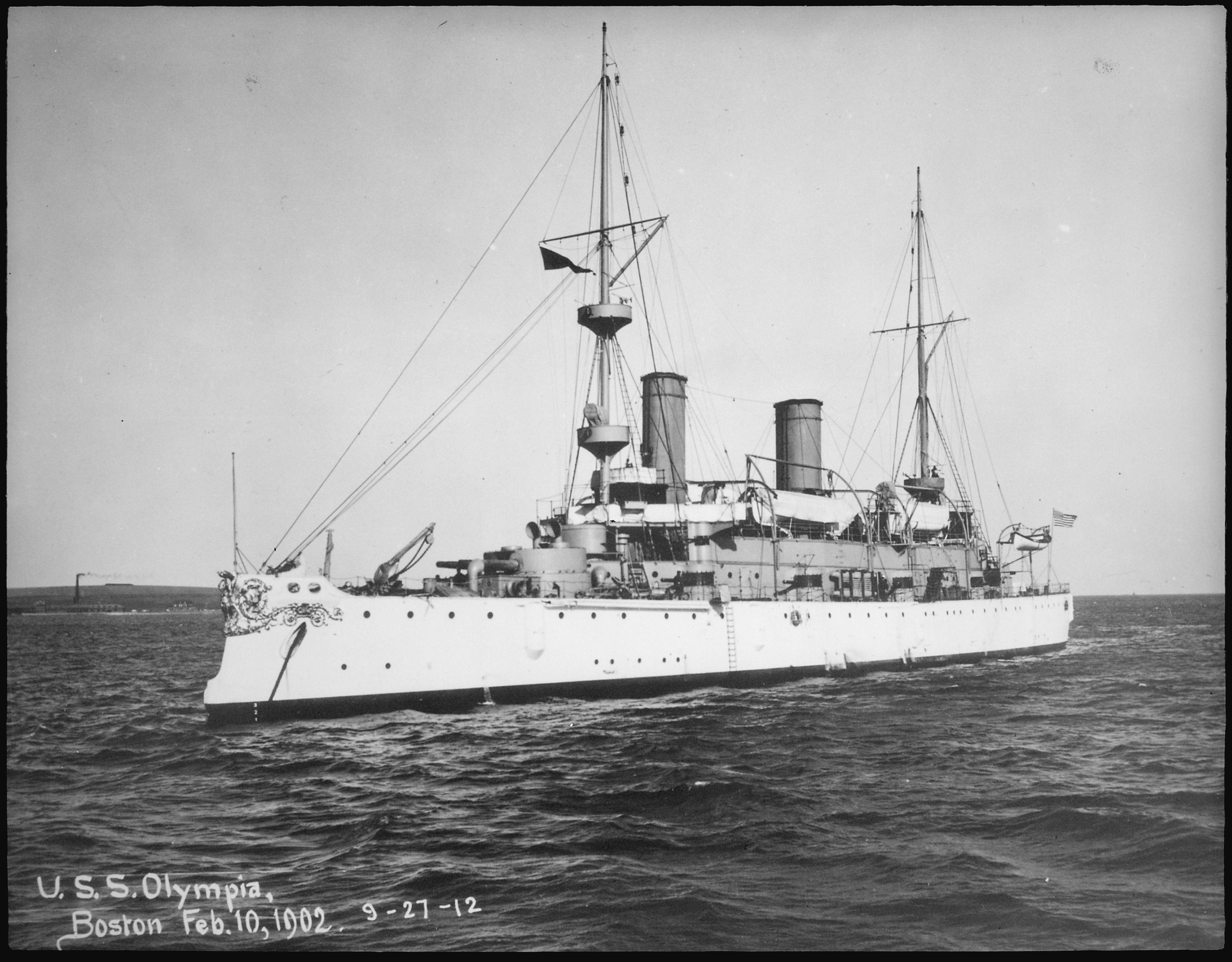
USS Olympia

Stavba křižníku byla potvrzena roku 1888. Provedla ji loděnice Union Iron Works v San Franciscu. Kýl byl založen 17. června 1891, na vodu byla loď spuštěna 5. listopadu 1892 a do služby byla přijata 5. února 1895.

## Konstrukce
Výzbroj tvoří čtyři 203mm kanóny ve dvoudělových věžích, deset 127mm kanónů, čtrnáct 57mm kanónů, šest 37mm kanónů a šest 450mm torpédometů. Pohonný systém tvoří šest kotlů a dva parní stroje s trojnásobnou expanzí o výkonu 13 500 hp, pohánějící dva lodní šrouby. Nejvyšší rychlost dosahuje 20 uzlů. Dosah je 13 000 námořních mil při rychlosti 10 uzlů.

## Operační služba

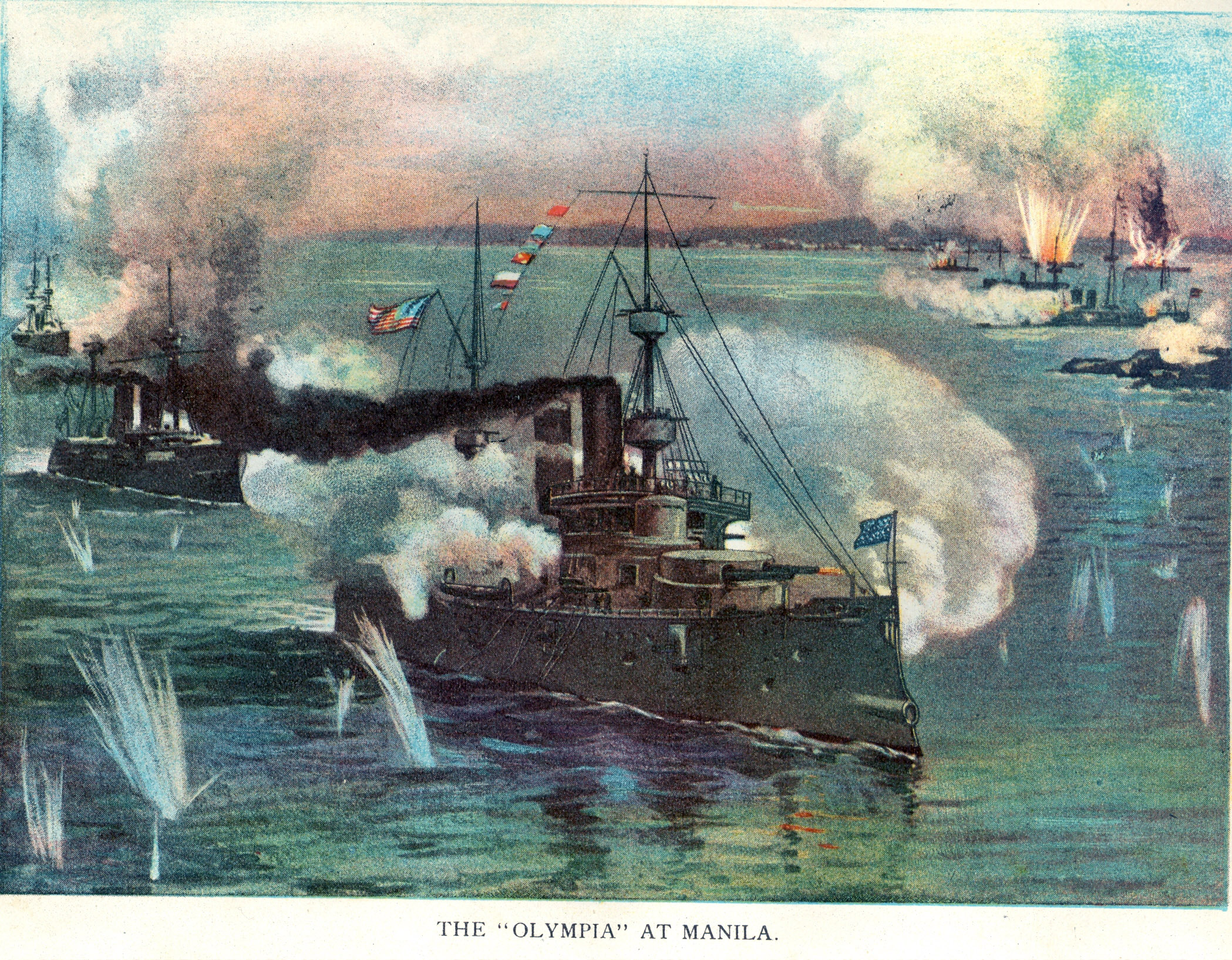
USS Olympia během bitvy v Manilské zátoce

Křižník se zapojil do španělsko-americké války. Dne 1. května 1898 byl vlajkovou lodí komodora George Deweyho v bitvě v Manilské zátoce, kde americká eskadra rozdrtila svého španělského soupeře. Následně křižník v letech 1899–1909 sloužil především k výcviku pro US Naval Academy.
V letech 1912–1916 byl využíván jako ubytovací loď. Po vstupu USA do první světové války byl reaktivován. Roku 1918 se účastnil intervence do ruské občanské války a podílel se na vylodění v Murmansku. Dále do USA přepravil ostatky neznámého vojína ze světové války, které byly pohřbeny na Arlingtonském národním hřbitově. Roku 1922 byl vyřazen ze služby a využíván k pomocným úkolům. Roku 1931 byl přejmenován na IX40. Roku 1957 byl zcela vyškrtnut a přeměněn na muzejní loď. Od roku 1996 se o křižník stará Independence Seaport Museum.